# Momisis longicornis
Momisis longicornis är en skalbaggsart som först beskrevs av Maurice Pic 1912.  Momisis longicornis ingår i släktet Momisis och familjen långhorningar.
Artens utbredningsområde är Laos. Inga underarter finns listade i Catalogue of Life.